# José del Valle Salazar
José del Valle Salazar (Fuenlabrada, s.m. siglo XVIII - p. m. siglo XIX) fue un abogado y diputado español del siglo XIX.

## Biografía
Abogado y colegiado del colegio de Madrid. Fue elegido diputado por la provincia de Madrid en las Cortes de Cádiz, por el procedimiento para las provincias libres de los franceses. Perteneció a la comisión de justicia. Hacia 1820 era promotor fiscal de Obras Pías y abintestatos, y miembro de la Junta Suprema de Caridad.